# 基謝利夫卡 (卡緬涅茨-波多利斯基區)
48°48′9″N 26°32′52″E / 48.80250°N 26.54778°E
基謝利夫卡（烏克蘭語：Киселівка），是烏克蘭的村落，位於該國西部赫梅利尼茨基州，由卡緬涅茨-波多利斯基區負責管轄，面積1.24平方公里，2001年人口276，人口密度每平方公里222.94人。